# Rivière Dorval
Rivière Dorval är ett vattendrag i Kanada.   Det ligger i provinsen Québec, i den östra delen av landet, 500 km nordost om huvudstaden Ottawa.
I omgivningarna runt Rivière Dorval växer i huvudsak blandskog. Runt Rivière Dorval är det ganska tätbefolkat, med 93 invånare per kvadratkilometer.